# Константин (село)
Вижте пояснителната страница за други значения на Константин.
Константин е село в Северна България. То се намира в община Елена, област Велико Търново.

## География
Село Константин се намира в планински район. На главния път между Велико Търново и Сливен, на 18 километра от Елена. Разположено е на три хълма, пресечени от две рекички и два потока, в южното подножие на високия рид Ала гюне в средния Предбалкан.

## История
На около 1 – 1,5 километра южно от селото се намира височината Девича могила. Легендата разказва, че тук е погребана сестрата на Крали Марко. Тя била влюбена в друговерец. Веднъж Крали Марко, като се намирал с приятели в крепостта над село Стара река, видял сестра си в прегръдките на друговереца. Не се сдържал и пуснал с лъка си стрела към влюбените. Стрелата пронизала сърцето на сестра му. Така на това място умряла в ръцете на любимия си девойката. Оттогава местността носи това наименование. По всяка вероятност това е тракийска надгробна могила. Има данни, че в миналото е имало старо селище в местността „Юкладжа“, югозападно от днешното село, в което имало църква или манастир.
Според „Юбилейния сборник“ на село Константин от Христо Патев, мястото на днешното село е било мочурище. В турско време в близост до селото е имало малка турска махала на име Ахмедли. Жител на махалата винал два пъти с ралото си от върха на планината до низината, където днес се простира селото и така свободно разливащата се планинска вода си направила корито и се оформила реката, която днес минава през селото и се нарича от местните жители Белянката.
След края на Руско-Турската война край селото са се водели боеве. Отстъпвайки на юг, турците опожаряват българските села по пътя си. Такава е съдбата на старото село Беброво, намиращо се на 5 километра от Константин. В пролетта на 1878 година селяните дълго време умуват дали да съградят наново изгорените си къщи или да започната да строят на ново място. Така се ражда идеята да бъде съградено ново село. Част от жителите на Беброво тръгват на изток и заселват днешното село Константин. Една от първите постройки е тази на общината, която е била едновременно църква, чителище и училище. Не след много време се появяват днешната църква на селото и четалището. Постепенно се изграждат жилищните и другите обществени сгради. Днешното здание на училището е построено през 20-те година на 20 век. То е разположено върху дворното място на основателя на селото генерал Константин Рудановски. Той дарява терена през 1915 година при посещението си в селото. По това време генералът е в оставка. Той е възнамерявал след като се уволни от руската армия да заживее в селото, но това му намерение не се осъществява. Не след дълго той умира. В завещанието си той оставя голяма сума пари на селото, но тя така и не стига до получателите си, заради събитията в Русия от 1918 година.

## Население
Преброяване на населението през 2011 г.
Численост и дял на етническите групи според преброяването на населението през 2011 г.:
|                     | Численост | Дял (в %) |
| Общо                | 1022      | 100,00    |
| Българи             | 285       | 27,88     |
| Турци               | 635       | 62,13     |
| Цигани              | 9         | 0,88      |
| Други               | 0         | 0,00      |
| Не се самоопределят | 0         | 0,00      |
| Неотговорили        | 79        | 7,72      |

## Религии
В селото има
- Църква „Св. св. Кирил и Методий“[3]
- Джамия[4]

## Обществени институции
- Пощенска и телефонна станция
- Читалище
- 2 Детски градини

Училище с близо 200 учащи се.
Кметство,
Здравна служба,
Аптека

## Културни и природни забележителности
Има паметници на руския генерал Константин Рудановски и на партизани, убити при престрелка с жандармеристи на 7 септември 1944 година.
В центъра на селото има паметник-чешма, посветена на падналите във войните от 1912 до края на Първата световна война жители на селото. В двора на църквата е издигната Братска могила. На мемориалната плоча са изписани имената на падналите в боевете край селото войници от времето на Руско-Турската Освободителна война.
В близост до селото се намира местността „Чукала мома лешници“. Според една легенда сестрата на Крали Марко се е залюбила с турчин, разбирайки за срама на сестра си, Крали Марко решава да я убие. Той я съзира на едни камък да чисти лешници и хвърля върху нея огромен скален къс. Двете скали си стоят една върху друга. Момата е погребана в близост до двата камъка, а местността носи названието „Девича могила“.

## Редовни събития
- Традиционно жителите на селото в края на зимата посрещат Тодоровден. Кушиите с конски и магарешки каруци са голяма атракция, за всички, които ги посещават.
- Голямо събитие за селото е и местният събор, чиято традиция да се празнува на именния ден на селото – Св. св. Константин и Елена (Костадиновден, 3 юни по стар стил) е силно нарушена. В ново време съборът се прави в началото на месец юни. Празникът трае два дни. На втория ден по стара традиция, както е било при основаването на селото, се провеждат пехливански борби. На тепиха в селото са се изявявали и български олимпийски шампиони.

Истинско събитие в селото е посрещането на първи март. Тук единствено в цяла България се посреща Баба Марта. Тово е жена, облечена в народна носия, запасала хурка (за неразбиращите това е стар уред за точене на текстилна нишка) с бяла и червена каделя.
Традиционно всяка пролет ученици от селото обикалят къщите на Лазаровден и ладуват.
Традиция за селото е и обичаят сурваки.
До средата на 80-те години в селото е правен и обичаят Силвестрие. В края на 90-те бяха правени опити за възраждането му, но неуспешно.

## Личности
Родени в Константин
- Иван Тютюнджиев (1956 – 2018), български историк, професор